# Бермудский парус
Бермудский парус — треугольный парус, передняя шкаторина которого растягивается по мачте, а нижняя по гику.
Является наиболее распространённым типом паруса на яхтах, прогулочных, туристских и гоночных судах. По простоте управления, постановки и тяговым характеристикам является бесспорным лидером.
Яхта с правильно настроенными бермудскими парусами может длительно управляться всего одним человеком. Такой манёвр, как поворот оверштаг, может выполняться вообще без вызова подвахты, за счёт перекладки руля.
Аэродинамическое качество бермудского паруса, хотя и сильно уступает самолётному крылу, тем не менее является самым высоким среди остальных парусов. Это обусловило исключительное применение бермудского типа вооружения на всех современных гоночных яхтах.
Бермудский парус зародился в регионе Бермудских островов, где им пользовались местные рыбаки. В 1920-е годы он пришёл на смену гафельному парусу, который использовался в то время повсеместно.
Главный недостаток бермудского паруса — более высокая мачта по сравнению с четырёхугольными парусами, а также скручивание паруса по высоте, которое приводит к различным значениям угла атаки его нижней и верхней части.